# NGC 4164
NGC 4164 is een elliptisch sterrenstelsel in het sterrenbeeld Maagd. Het hemelobject werd op 22 maart 1878 ontdekt door de Duitse astronoom Ernst Wilhelm Leberecht Tempel.

## Synoniemen
- ZWG 69.76
- VCC 43
- PGC 38877